# Roger E. Mosley
Roger Earl Mosley (Los Angeles, 18 dicembre 1938 – Los Angeles, 7 agosto 2022) è stato un attore statunitense.
È noto principalmente per il suo ruolo di Theodore "TC" Calvin nella serie televisiva Magnum, P.I..

## Biografia
Nato a Los Angeles, in California, Mosley visse con sua madre Eloise Harris nel quartiere popolare di Watts. Nel 1974 fondò la Watts Repertory Company.

### Carriera
Mosley apparve come Monk nel film Terminal Island (1973), accanto a Phyllis Davis, Don Marshall e Tom Selleck, che poi sarebbe diventato Thomas Magnum nella fortunata serie televisiva. Secondo Mosley, il suo ruolo cinematografico preferito fu quello di protagonista in Leadbelly (1976), biografia del cantante blues Huddie Ledbetter, diretto da Gordon Parks.
Il suo ruolo più noto è quello nella serie Magnum, P.I. dal 1980 al 1988, come pilota di elicottero che gestisce il charter turistico Island Hoppers. Apparve poi nella quinta stagione della serie Las Vegas come amico miliardario del proprietario del casinò Montecito, AJ Cooper, interpretato da Tom Selleck.
Pilota privato di elicotteri con licenza, sul set di Magnum, P.I. Mosley non ottenne però il permesso di pilotare personalmente l'elicottero, venendo invece ingaggiato un pilota al suo posto. Nel 2013, all'HAI Heli-Expo di Las Vegas, si tenne una cerimonia per il restauro dell'elicottero MD 500D utilizzato nella serie. Sia Mosley che il co-protagonista Larry Manetti, autografarono il muso dell'elicottero.
Tra gli anni settanta e ottanta, Mosley recitò occasionalmente anche in episodi di Love Boat, Sanford and Son, Kojak, Starsky & Hutch.
È apparso nella quinta stagione del telefilm Las Vegas come amico miliardario del proprietario del casinò Montecito AJ Cooper (Tom Selleck).
È morto al Cedars-Sinai Medical Center di Los Angeles il 7 agosto 2022, all'età di 83 anni, tre giorni dopo essere rimasto gravemente ferito in un incidente stradale accaduto a Lynwood (California).

## Vita privata
Mosley era sposato con Antoinette Laudermilk; sono stati insieme per quasi sessant'anni.

## Filmografia parziale

### Cinema
- I nuovi centurioni (The New Centurions), regia di Richard Fleischer (1972)
- Hit Man, regia di George Armitage (1972)
- Mack - Il marciapiede della violenza (The Mack), regia di Michael Campus (1973)
- È una sporca faccenda, tenente Parker! (McQ), regia di John Sturges (1974)
- Il gigante della strada (Stay Hungry), regia di Bob Rafelson (1976)
- The River Niger, regia di Krishna Shah (1976)
- Io, re del blues (Leadbelly), regia di Gordon Parks (1976)
- Io sono il più grande (The Greatest), regia di Tom Gries (1977)
- Un gioco da duri (Semi-Tough), regia di Michael Ritchie (1977)
- Un fantasma per amico (Heart Condition), regia di James D. Parriott (1990)
- Abuso di potere (Unlawful Entry), regia di Jonathan Kaplan (1992)
- Giochi pericolosi (Pentathlon), regia di Bruce Malmuth (1994)
- La linea sottile tra odio e amore (A Thin Line Between Love and Hate), regia di Martin Lawrence (1996)
- Letters from a Killer, regia di David Carson (1998)

### Televisione
- Kojak – serie TV, episodio 2x08 (1974)
- Le strade di San Francisco (The Streets of San Francisco) – serie TV, episodio 2x19 (1974)
- Starsky & Hutch – serie TV, episodi 2x17-4x17 (1977-1979)
- La corsa di Jericho (The Jericho Mile), regia di Michael Mann – film TV (1979)
- Magnum, P.I. – serie TV, 158 episodi (1980-1988)
- Mr. Cooper (Hangin' with Mr. Cooper) – serie TV,  10 episodi (1992-1993)
- RoboCop – serie TV, un episodio (1994)
- Walker Texas Ranger – serie TV, episodio 8x16 (2000)
- Las Vegas – serie TV, episodio 5x06 (2007)
- Magnum P.I. – serie TV, episodi 1x18-3x05 (2018-2021)

## Doppiatori italiani
Nelle versioni in italiano delle opere in cui ha recitato, Roger E. Mosley è stato doppiato da:
- Paolo Buglioni in Mr. Cooper, Magnum P.I. (2018, ep. 1x18)
- Pier Luigi Zollo in È una sporca faccenda, tenente Parker!
- Pino Locchi in Starsky & Hutch (ep. 2x17)
- Sandro Iovino in Starsky & Hutch (ep. 4x17)
- Giancarlo Padoan in Magnum P.I. (st. 1)
- Marco Balbi in Magnum P.I. (st. 2-8)
- Alessandro Rossi in Un fantasma per amico
- Antonio Palumbo in Abuso di potere
- Raffaele Uzzi in RoboCop
- Michele Gammino in La linea sottile tra odio e amore
- Omero Antonutti in Letters from a Killer
- Toni Garrani in Magnum P.I. (2018, ep.3x05)